# Lufiramaskerwever
De lufiramaskerwever (Ploceus ruweti) is een zangvogel uit de familie Ploceidae (wevers en verwanten).

## Verspreiding en leefgebied
Deze soort is endemisch in de moerassen van zuidoostelijk Congo-Kinshasa.